# Valleberga församling
Valleberga församling var en församling i Lunds stift och i Ystads kommun. Församlingen uppgick 2002 i Löderups församling.

## Administrativ historik
Församlingen har medeltida ursprung. 
Församlingen var till 1962 annexförsamling i pastoratet Ingelstorp och Valleberga. Från 1962 till 2002 var den annexförsamling i pastoratet Löderup, Hörup och Valleberga och som från 1972 även omfattade Glemminge och Ingelstorp. Församlingen uppgick 2002 i Löderups församling.

## Kyrkor
- Valleberga kyrka